# Ото Нойрат
О̀то Карл Вѝлхелм Но̀йрат (на немски: Otto Karl Wilhelm Neurath, [ˈɔto kaʁl ˈvɪlhɛlm ˈnɔʏʀaːt]) е австрийски философ и икономист.
Роден е на 10 декември 1882 година във Виена в еврейско семейство, баща му е известният икономист Вилхелм Нойрат. Учи известно време във Виенския университет, а през 1906 година завършва политически науки и статистика в Берлинския университет. Започва да преподава в Новата виенска търговска академия, а през 1917 година се хабилитира в Хайделбергския университет. В края на Първата световна война се включва в Германската социалдемократическа партия, участва в управлението на Баварската съветска република, след което е арестуван и експулсиран в Австрия. През следващите години се занимава с музейно дело и става един от теоретиците на австромарксизма, какот и един от водещите участници във Виенския кръг. През 1934 година емигрира в Нидерландия, а през 1940 година – във Великобритания.
Ото Нойрат умира на 22 декември 1945 година в Оксфорд.